# Michael Rosbash
Michael Morris Rosbash (sinh ngày 7 tháng 3 năm 1944) là một nhà di truyền học và nhà sinh học nhịp thời gian người Mỹ. Rosbash là giáo sư tại Đại học Brandeis và là điều tra viên tại Viện Y tế Howard Hughes. Nhóm nghiên cứu của Rosbash nhân bản gien nhịp sinh học của Drosophila năm 1984 và đề xuất Transcription Translation Negative Feedback Loop cho đồng hồ sinh học vào năm 1990. Năm 1998, họ phát hiện ra gen chu kỳ, gen đồng hồ và thụ thể cryptochrome trong Drosophila thông qua việc sử dụng di truyền học chuyển tiếp, bằng cách xác định vị trí của một đột biến và sau đó xác định di truyền đằng sau sự đột biến này. Rosbash được bầu vào Viện Hàn lâm Khoa học Quốc gia Hoa Kỳ năm 2003. Cùng với Michael W. Young và Jeffrey C. Hall, ông đã được trao tặng giải Nobel Sinh lý học và Y khoa năm 2017 "vì những khám phá của họ về các cơ chế phân tử kiểm soát nhịp sinh học".